# Smith & Wesson Model 59
Smith & Wesson Model 59 — американский самозарядный пистолет производства компании Smith & Wesson, представленный в 1971 году. Создан на основе модели Smith & Wesson Model 39, отличается возможностью использования магазина на 14 патронов.

## Использование
Пистолет был разработан специально для солдат ВМС США как модификация пистолета Smith & Wesson Model 39 и его варианта Mk. 22 Hush Puppy с глушителем. В 1965 году ВМС США приняли модель, предусматривавшую использование магазина на 13 патронов, как у Browning Hi-Power. В начале 1970-х годов была создана дюжина экспериментальных образцов из нержавеющей стали и предоставлена спецназу SEAL («морским котикам») для испытаний и возможного использования в бою. Пистолет не был принят на вооружение.
В продажу модель 59 поступила в 1971 году и была снята с производства в конце 1980-х, когда появилось улучшенное второе поколение пистолетов (начиная с модели 459).

## Описание
Модель 59 разработана под патрон 9 × 19 мм Парабеллум с расширенной ствольной коробкой из алюминия (специально изготовленной для двухрядного магазина), защёлкой-разъединителем магазина (пистолет не может стрелять, если нет магазина) и затвором из углеродной стали, обеспечивающим работу неавтоматического предохранителя. Автоматика пистолета работает за счет отдачи ствола при его коротком ходе. Запирание канала ствола осуществляется по схеме Браунинга. Рукоятка состоит из трёх частей, изготовленных из двух нейлоновых пластиковых панелей и соединённых металлической прямой задней частью рукоятки. Защёлка магазина находится у основания пусковой скобы, как у пистолета Colt M1911A1.
В пистолете изначально использовался магазин на 14 патронов наподобие того, что используется в Browning Hi-Power. Позднее его расширили до 15 патронов для дальнейших вариантов, а вскоре Smith & Wesson выпустил магазин с вместимостью 20 патронов. Этот магазин использовался в охотничьем карабине Marlin Camp Carbine, в пистолетах Kel-Tec P-11, карабинах Kel-Tec Sub 9 и Kel-Tec SUB-2000.

## Model 459
Модель 459 отличалась от модели 59 возможностью установки оптических прицелов и наличием пёстрой нейлоновой рукоятки. Производство этой модели прекратилось в 1988 году, всего было произведено 803 экземпляра по заказу ФБР.